# Coloni C3C
Der Coloni C3C war ein Formel-1-Rennwagen des italienischen Motorsportteams Coloni, der 1990 zu acht Großen Preisen gemeldet wurde, aber an keinem Rennen teilnahm.
Das Team Coloni hatte die Saison 1990 mit dem Modell C3B begonnen, das von einem Zwölfzylindermotor von Subaru angetrieben wurde. Der C3B war neben dem Life L 190 das erfolgloseste Auto der ersten Saisonhälfte. Nachdem im Juni 1990 die Verbindung von Coloni und Subaru aufgelöst worden war, bestritt das nun wieder selbständige Team Coloni die zweite Saisonhälfte mit dem C3C, der nicht mehr über Komponenten von Subaru verfügte. Der C3C wurde in der Formel-1-Saison 1991 nach geringfügiger Überarbeitung als Coloni C4 erneut gemeldet.

## Die Technik
Der Coloni C3C entsprach technisch weitestgehend dem im Juni 1989 vorgestellten Coloni C3. Coloni hatte Anfang 1990 eines der beiden C3-Chassis für den Subaru-Motor umgerüstet und das Modell als C3B gemeldet. Der zweite, ebenfalls 1989 hergestellte C3 war zunächst unverändert und ungenutzt im Werk verblieben. Er bildete, nachdem der C3B aufgegeben worden war, im Sommer 1990 die Basis für den C3C.
Wie der C3, war auch der C3C mit einem Achtzylindermotor von Cosworth ausgestattet, der leistungsstärker und standfester war als der bei Motori Moderni hergestellte Subaru-Motor. Das britische Triebwerk wurde bei Langford & Peck vorbereitet.
In technischer Hinsicht gab es nur wenige Veränderungen. Der C3C wurde erstmals beim Großen Preis von Deutschland 1990 eingesetzt. Hier entsprach der C3C noch vollständig dem 1989 eingesetzten C3. Vor dem Großen Preis von Ungarn erfuhr das Auto geringfügige aerodynamische Modifikationen, die am deutlichsten im Bereich der Motorabdeckung zu erkennen waren. Die Lufthutze war nun länger, und die Motorhaube fiel geradlinig zum Getriebe hin ab.
Mit dem C3C kehrte Coloni zu einem gelben Farbmuster zurück, das bereits 1987, 1988 und im Frühjahr 1989 verwendet worden war.

## Produktion

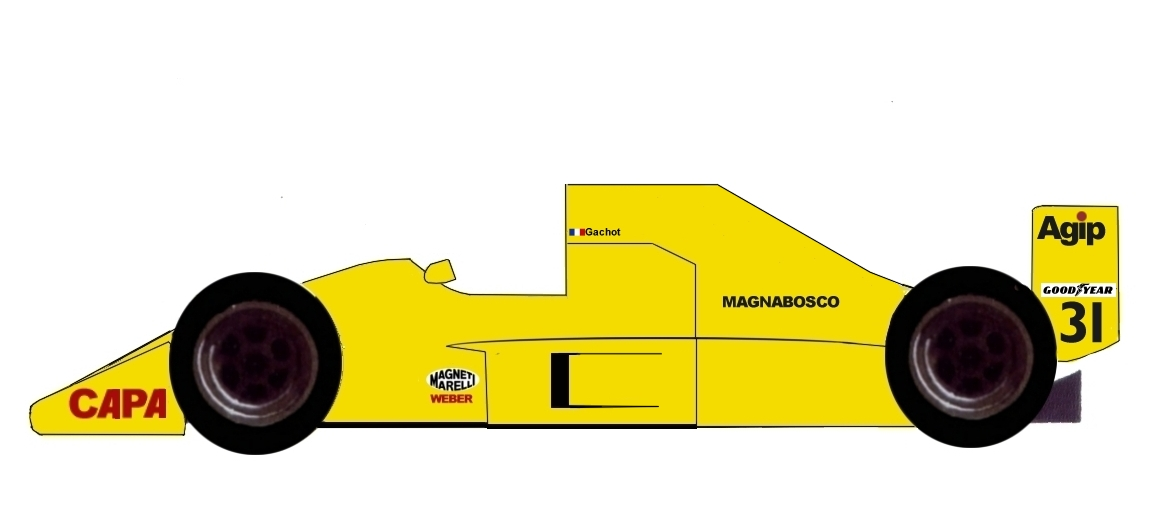
Mit neuer Motorabdeckung: Coloni C3C-Ford in der überarbeiteten, seit dem Großen Preis von Ungarn 1990 eingesetzten Form

Vom C3C entstanden nacheinander drei Chassis, die allerdings nur selten nebeneinander einsatzbereit waren.
- Der C3C/1 wurde nur beim Großen Preis von Deutschland eingesetzt. Gachot beschädigte das Auto bei einem Unfall auf dem Hockenheimring schwer.
- Beim anschließenden Rennen in Ungarn erschien der C3C/3. Es handelte sich um den wieder aufgebauten C3C/1, der eine neue Chassisnummer erhalten hatte. Vom C3C/1 unterschied er sich durch geringfügige Modifikationen im Bereich der Heckpartie.[5] Er wurde bei den Großen Preisen von Ungarn und Belgien eingesetzt, bei den drei verbleibenden Rennen war er als Ersatzauto gemeldet.
- Beim Großen Preis von Italien debütierte der C3C/5. Dieses Chassis wurde hier und bei allen restlichen Rennen des Jahres eingesetzt.

## Die Renneinsätze
Der Coloni C3C debütierte beim Großen Preis von Deutschland und wurde für die letzten acht Rennen des Jahres 1990 regelmäßig gemeldet. Einziger Fahrer des Teams war Bertrand Gachot, der bereits den C3B mit Subaru-Motor pilotiert hatte. Der C3C war angesichts des Cosworth-Motors deutlich schneller als der C3B, befand sich aber noch immer nicht auf dem Niveau der Konkurrenten. In Deutschland und Ungarn scheiterte Gachot jeweils an der Vorqualifikation; als im Verlauf des Jahres durch den Rückzug von  Monteverdi, Life Racing und EuroBrun die Notwendigkeit einer Vorqualifikation entfiel, konnte Gachot zwar am Zeittraining teilnehmen, scheiterte dann aber regelmäßig an dieser Hürde.

## Resultate
| Fahrer          | Startnr. | 1 | 2 | 3 | 4 | 5 | 6 | 7 | 8 | 9      | 10     | 11    | 12    | 13    | 14    | 15    | 16    | Punkte | WM |
| --------------- | -------- | - | - | - | - | - | - | - | - | ------ | ------ | ----- | ----- | ----- | ----- | ----- | ----- | ------ | -- |
| 1990            |          |   |   |   |   |   |   |   |   |        |        |       |       |       |       |       |       |        |    |
| Bertrand Gachot | 31       |   |   |   |   |   |   |   |   | DNPQ 0 | DNPQ 0 | DNQ 0 | DNQ 0 | DNQ 0 | DNQ 0 | DNQ 0 | DNQ 0 | 0      | –  |

| Legende  | Legende            | Legende                                                          |
| Farbe    | Abkürzung          | Bedeutung                                                        |
| -------- | ------------------ | ---------------------------------------------------------------- |
| Gold     | –                  | Sieg                                                             |
| Silber   | –                  | 2. Platz                                                         |
| Bronze   | –                  | 3. Platz                                                         |
| Grün     | –                  | Platzierung in den Punkten                                       |
| Blau     | –                  | Klassifiziert außerhalb der Punkteränge                          |
| Violett  | DNF                | Rennen nicht beendet (did not finish)                            |
| Violett  | NC                 | nicht klassifiziert (not classified)                             |
| Rot      | DNQ                | nicht qualifiziert (did not qualify)                             |
| Rot      | DNPQ               | in Vorqualifikation gescheitert (did not pre-qualify)            |
| Schwarz  | DSQ                | disqualifiziert (disqualified)                                   |
| Weiß     | DNS                | nicht am Start (did not start)                                   |
| Weiß     | WD                 | zurückgezogen (withdrawn)                                        |
| Hellblau | PO                 | nur am Training teilgenommen (practiced only)                    |
| Hellblau | TD                 | Freitags-Testfahrer (test driver)                                |
| ohne     | DNP                | nicht am Training teilgenommen (did not practice)                |
| ohne     | INJ                | verletzt oder krank (injured)                                    |
| ohne     | EX                 | ausgeschlossen (excluded)                                        |
| ohne     | DNA                | nicht erschienen (did not arrive)                                |
| ohne     | C                  | Rennen abgesagt (cancelled)                                      |
| ohne     | keine WM-Teilnahme |                                                                  |
| sonstige | P/fett             | Pole-Position                                                    |
| sonstige | 1/2/3/4/5/6/7/8    | Punktplatzierung im Sprint-/Qualifikationsrennen                 |
| sonstige | SR/kursiv          | Schnellste Rennrunde                                             |
| sonstige | *                  | nicht im Ziel, aufgrund der zurückgelegten Distanz aber gewertet |
| sonstige | ()                 | Streichresultate                                                 |
| sonstige | unterstrichen      | Führender in der Gesamtwertung                                   |